# Pauline Polaire
Pauline Polaire, pseudonimo di Giulietta Gozzi (Ravenna, 30 giugno 1904 – Roma, 11 febbraio 1986), è stata un'attrice italiana del cinema muto d'inizio secolo.

## Biografia
Giuletta Gozzi è la nipote dell'attrice italiana del muto Hesperia, nome d'arte di Olga Mambelli.
Alcuni siti specializzati sul cinema confondono la carriera di Pauline Polaire con quella dell'artista francese Polaire, errore segnalato da un diretto discendente dell'attrice italiana.

## Filmografia
- Leggerezza e castigo, regia di Gero Zambuto (1918)
- L'istinto, regia di Baldassarre Negroni (1920)
- Germoglio, regia di Torello Rolli (1920)
- La farina del diavolo, regia di Luigi Romano Borgnetto (1920)
- L'altro pericolo, regia di Baldassarre Negroni (1920)
- Il figlio di Madame Sans Gêne, regia di Baldassarre Negroni (1921)
- Un punto nero, regia di Augusto Genina (1921)
- La duchessa Mistero, regia di Baldassarre Negroni (1922)
- Il controllore dei vagoni letto, regia di Mario Almirante (1922)
- L'ora terribile, regia di Baldassarre Negroni (1923)
- La locanda delle ombre, regia di Baldassarre Negroni e Ivo Illuminati (1923)
- Un viaggio nell'impossibile, regia di Luciano Doria e Nunzio Malasomma (1923)
- Il capolavoro di Saetta, regia di Eugenio Perego (1923)
- Saetta contro la ghigliottina, regia di Émile Vardannes (1923)
- Le vie del mare, regia di Torello Rolli (1923)
- Treno di piacere, regia di Luciano Doria (1924)
- La taverna verde, regia di Luciano Doria (1924)
- Saetta impara a vivere, regia di Guido Brignone (1924)
- Maciste e il nipote d'America, regia di Eleuterio Rodolfi (1924)
- Caporal Saetta, regia di Eugenio Perego (1924)
- Maciste all'inferno, regia di Guido Brignone (1926)